# صفيراء حمراء الأزهار
صفيراء حمراء الأزهار (الاسم العلمي:Sophora rubriflora) هي نوع نباتي يتبع جنس الصفيراء من فصيلة البقولية.